# Václav Vorlíček
Václav Vorlíček (n. 3 iunie 1930, Praga, Cehoslovacia – d. 5 februarie 2019, Praga, Cehia) a fost un regizor de film ceh. A studiat cinematografia la Facultatea de Film a Academiei de Arte Teatrale din Praga (FAMU) din 1951 până în 1956 și a lucrat încă de la începutul anilor 1960 ca scenarist și regizor la Studiourile de Fim Barrandov. A colaborat timp de mai mulți ani, împreună cu scenaristul și scriitorul Miloš Macourek, la realizarea mai multor comedii și basme cinematografice.

## Biografie
Filmul său de absolvire a fost Direktiva (1956). Ulterior, după absolvirea studiilor universitare la FAMU, el a început să lucreze ca asistent de regie la Studiourile de Film Barrandov din Praga, devenind apoi scenarist și regizor secund. Primul său film pe care l-a regizat ca regizor principal a fost filmul pentru copii Případ Lupínek (1960).
În cursul unei cariere îndelungate, el a realizat apoi numeroase comedii și filme pentru copii, remarcându-se în anii 1980-1990 ca regizor al serialelor de televiziune pentru copii Arabela (1979-1981, 13 episoade) și Arabela se întoarce (1990-1993, 26 de episoade).

## Filmografie (selectiv)

### Asistent de regie
- Bomba, 1957
- Roztržka, 1956

### Regizor secund
- Touha, 1958
- Dům na Ořechovce, 1959
- Neděle ve všední den, 1962

### Regizor
- 1954 Muzikanti – (FAMU, scurtmetraj) + scenariu
- 1956 Direktiva – (FAMU) + scenariu
- 1960 Případ Lupínek + scenariu
- 1962 Kuřata na cestách
- 1964 Marie+ scenariu
- 1966 Cine a vrut s-o ucidă pe Jessie? (Kdo chce zabít Jessii?) + scenariu
- 1967 Sfârșitul agentului W4C (Konec agenta W4C prostřednictvím psa pana Foustky), + scenariu
- 1970 Pane, vy jste vdova! + scenariu
- 1971 Dívka na koštěti + scenariu
- 1972 Smrt si vybírá
- 1973 Trei alune pentru Cenușăreasa, (Tři oříšky pro Popelku) + scenariu
- 1975 Cum să-l înecăm pe Dr. Mracek (Jak utopit dr. Mráčka aneb Konec vodníků v Čechách) + scenariu
- 1975 Doi bărbați ies la raport (Dva muži hlásí příchod) + scenariu
- 1976 Bouřlivé víno + scenariu
- 1977 Což takhle dát si špenát + scenariu
- 1978 Cum se trezește o prințesă (Jak se budí princezny)
- 1978 Princ a Večernice + scenariu
- 1979 Arabela (serial TV)
- 1981 Zralé víno
- 1982 Valul verde (Zelená vlna)
- 1983 Létající Čestmír
- 1984 Rumburak
- 1985 Já nejsem já + scenariu
- 1986 Mladé víno
- 1987 Dědečkův odkaz
- 1988 Křeček v noční košili
- 1990/1993 Arabela se întoarce (serial TV)
- 1996 Kouzelný měšec + scenariu
- 1997 Pták Ohnivák
- 1997 Jezerní královna
- 2000 Král sokolů
- 2001 Mach, Šebestová a kouzelné sluchátko + scenariu
- 2005 On je žena!
- 2011 Saxána a Lexikon kouzel + scenariu

### Actor
- 1948 Na dobré stopě
- 1957 Bomba
- 1980 Jak se dělá smích – Václav Vorlíček
- Neviditelní

## Vezi și
- Listă de regizori cehi